# Naturschutzgebiet Unteres Baarbachtal
Das Naturschutzgebiet Unteres Baarbachtal ist ein 12,10 ha großes Naturschutzgebiet (NSG) nördlich von Hennen im Stadtgebiet von Iserlohn im Märkischen Kreis in Nordrhein-Westfalen. Das NSG wurde 1997 vom Kreistag des Märkischen Kreises mit dem Landschaftsplan Nr. 4 Iserlohn ausgewiesen.

## Gebietsbeschreibung
Bei dem NSG handelt es sich um das Grünland geprägte, reich strukturierte Tal des Baarbachs mit gehölzbestandenen Terrassenkanten. Beim Grünland handelt es sich überwiegend um Nass- und Magergrünlande. 

## Schutzzweck
Das Naturschutzgebiet wurde zur Erhaltung und Entwicklung des unteren Baarbachtales mit Grünland und als Lebensraum gefährdeter Tier- und Pflanzenarten ausgewiesen. Wie bei anderen Naturschutzgebieten in Deutschland wurde in der Schutzausweisung darauf hingewiesen, dass das Gebiet „wegen der landschaftlichen Schönheit und Einzigartigkeit“ zum Naturschutzgebiet wurde.